# Forrest (Illinois)
Forrest es una villa ubicada en el condado de Livingston, Illinois, Estados Unidos. Tiene una población estimada, a mediados de 2021, de 1027 habitantes.

## Geografía
La localidad está ubicada en las coordenadas 40°45′4″N 88°24′35″O / 40.75111, -88.40972 (40.751094, -88.409652). Según la Oficina del Censo de los Estados Unidos, Forrest tiene una superficie total de 1.68 km², correspondientes en su totalidad a tierra firme.

## Demografía
Según el censo de 2020, en ese momento había 1041 personas residiendo en Forrest. La densidad de población era de 619.64 hab./km². El 87.90% de los habitantes eran blancos, el 0.38% eran afroamericanos, el 0.38% eran amerindios, el 0.19% eran asiáticos, el 5.76% eran de otras razas y el 5.38% son de una mezcla de razas. Del total de la población, el 9.89% eran hispanos o latinos de cualquier raza.